# Lecanorchis brachycarpa
Lecanorchis brachycarpa är en orkidéart som beskrevs av Jisaburo Ohwi. Lecanorchis brachycarpa ingår i släktet Lecanorchis och familjen orkidéer. Inga underarter finns listade i Catalogue of Life.